# Thập niên 710
Thập niên 710 hay thập kỷ 710 chỉ đến những năm từ 710 đến 719.